# Emil Ruusuvuori
Emil Ruusuvuori (* 2. April 1999 in Helsinki) ist ein finnischer Tennisspieler.

## Karriere
Ruusuvuori spielte bereits erfolgreich auf der Junior-Tour. 2017 nahm er an allen vier Grand-Slam-Turnieren teil und erreichte bei den US Open das Halbfinale, wo er gegen den späteren Sieger Wu Yibing in drei Sätzen unterlag. Seine beste Platzierung ist ein kombinierter 4. Rang.
Bereits als 15-Jähriger spielte er erste Turniere auf der unterklassigen ITF Future Tour und ATP Challenger Tour. In der Weltrangliste wurde er 2016 geführt. Dort machte er 2017 durch seinen ersten Future-Titel einen Sprung unter die Top 600. In der Partie gegen Georgien feierte er sein Debüt für die finnische Davis-Cup-Mannschaft. Im Folgejahr verbesserte er sich weiter deutlich – er gewann sowohl im Einzel als auch im Doppel zwei weitere Titel – und war am Jahresende im Einzel auf dem 385. Rang, im Doppel auf dem 733. Rang notiert. Ruusuvuori wurde erneut für die Davis-Cup-Spiele nominiert und trug in der Partie gegen Ägypten mit seinem Sieg im entscheidenden fünften Spiel gegen Karim-Mohamed Maamoun entscheidend zum Aufstieg in die Kontinentalgruppe I bei.
2019 sollte ihm auf der Challenger Tour der Durchbruch gelingen. Nachdem er im Doppel bislang immer in der ersten Runde gescheitert war, gelang ihm in Schymkent mit seinem Partner Jurij Rodionov der Einzug ins Finale. Dort besiegten sie in drei Sätzen das topgesetzte Duo Gonçalo Oliveira und Andrej Wassileuski. Einen Monat später gelang ihm auch im Einzel sein erster Titelgewinn. In Fargʻona schlug er im Finale Roberto Cid Subervi glatt in zwei Sätzen. Er ist damit der vierte Finne, der in den letzten 30 Jahren einen Challenger-Titel gewann. Durch diese Erfolge verbesserte er sich in der Weltrangliste im Einzel auf den 300. Rang, im Doppel auf den 296. Rang. In der 2. Tennis-Bundesliga spielt er für den TC Blau-Weiss Neuss.

## Erfolge
| Legende (Anzahl der Siege)  |
| Grand Slam                  |
| ATP World Tour Finals       |
| ATP World Tour Masters 1000 |
| ATP World Tour 500          |
| ATP World Tour 250          |
| ATP Challenger Tour (7)     |

### Einzel

#### Turniersiege
| Nr. | Datum              | Turnier  | Belag         | Finalgegner         | Ergebnis       |
| --- | ------------------ | -------- | ------------- | ------------------- | -------------- |
| 1.  | 23. Juni 2019      | Fargʻona | Hartplatz     | Roberto Cid Subervi | 6:3, 6:2       |
| 2.  | 1. September 2019  | Mallorca | Hartplatz     | Matteo Viola        | 6:0, 6:1       |
| 3.  | 22. September 2019 | Glasgow  | Hartplatz (i) | Alexandre Müller    | 6:3, 6:1       |
| 4.  | 17. November 2019  | Helsinki | Hartplatz (i) | Mohamed Safwat      | 6:3, 6:74, 6:2 |

#### Finalteilnahmen
| Nr. | Datum           | Turnier  | Belag     | Finalgegner    | Ergebnis       |
| --- | --------------- | -------- | --------- | -------------- | -------------- |
| 1.  | 6. Februar 2022 | Pune     | Hartplatz | João Sousa     | 6:79, 6:4, 1:6 |
| 2.  | 7. Januar 2024  | Hongkong | Hartplatz | Andrei Rubljow | 4:6, 4:6       |

### Doppel

#### Turniersiege
| Nr. | Datum             | Turnier    | Belag         | Partner          | Finalgegner                         | Ergebnis         |
| --- | ----------------- | ---------- | ------------- | ---------------- | ----------------------------------- | ---------------- |
| 1.  | 11. Mai 2019      | Schymkent  | Sand          | Jurij Rodionov   | Gonçalo Oliveira Andrej Wassileuski | 6:4, 3:6, [10:8] |
| 2.  | 21. Juli 2019     | Amersfoort | Sand          | Harri Heliövaara | Jesper de Jong Ryan Nijboer         | 6:3, 6:4         |
| 3.  | 14. November 2020 | Bratislava | Hartplatz (i) | Harri Heliövaara | Lukáš Klein Alex Molčan             | 6:4, 6:3         |

#### Finalteilnahmen
| Nr. | Datum            | Turnier   | Belag         | Partner                | Finalgegner                | Ergebnis |
| --- | ---------------- | --------- | ------------- | ---------------------- | -------------------------- | -------- |
| 1.  | 11. Februar 2024 | Marseille | Hartplatz (i) | Patrik Niklas-Salminen | Tomáš Macháč Zhang Zhizhen | 3:6, 4:6 |

## Abschneiden bei Grand-Slam-Turnieren

### Einzel
| Turnier         | 2020 | 2021 | 2022 | 2023 | 2024 | Karriere |
| --------------- | ---- | ---- | ---- | ---- | ---- | -------- |
| Australian Open | Q2   | 2    | 1    | 2    | 2    | 2        |
| French Open     | 1    | 1    | 2    | 2    | 1    | 2        |
| Wimbledon       |      | 1    | 2    | 1    | 3    | 3        |
| US Open         | 2    | 2    | 1    | —    | —    | 2        |

Zeichenerklärung: S = Turniersieg; F, HF, VF, AF = Einzug ins Finale / Halbfinale / Viertelfinale / Achtelfinale; 1, 2, 3 = Ausscheiden in der 1. / 2. / 3. Hauptrunde; Q1, Q2, Q3 = Ausscheiden in der 1. / 2. / 3. Qualifikationsrunde; nicht ausgetragen

### Doppel
| Turnier         | 2021 | 2022 | 2023 | Karriere |
| --------------- | ---- | ---- | ---- | -------- |
| Australian Open | 1    | —    | 1    | 1        |
| French Open     | 2    | 1    | —    | 2        |
| Wimbledon       | —    | —    | —    | —        |
| US Open         | AF   | 1    | —    | AF       |